# Microsoft SQL Server
Microsoft SQL Server is een relationele-databasebeheersysteem ontwikkeld door Microsoft. Het ondersteunt T-SQL, een dialect van SQL, de meest gebruikte databasetaal. Het wordt algemeen gebruikt door organisaties voor kleine tot middelgrote databases.

## Geschiedenis
MS SQL Server is een doorontwikkeling van Sybase en is Microsofts product in de markt voor enterprise databases. MS SQL Server concurreert in deze markt met producten van bedrijven als Oracle, IBM en Sybase. De eerste versie van MS SQL Server was voor OS/2 (ongeveer 1989) en was in essentie hetzelfde als Sybase 4.0 voor VMS en Unix. MS SQL Server 4.2 kwam uit rond 1993 en werd gebundeld met Microsoft OS/2 versie 1.3.
Rond de tijd dat Windows NT verscheen scheidden de wegen van Sybase en Microsoft. Sybase wijzigde de naam van haar product later in Adaptive Server Enterprise om verwarring met MS SQL Server te vermijden. Tot 1994 had MS SQL Server drie auteursrechtvermeldingen van Sybase, een indicatie van de oorsprong van MS SQL Server.

### Tijdslijn
- 1988 - SQL Server voor OS/2, samen met Sybase
- 1993 - SQL Server 4.21 voor Windows NT
- 1995 - SQL Server 6.0, codenaam SQL95
- 1996 - SQL Server 6.5, codenaam Hydra
- 1999 - SQL Server 7.0, codenaam Sphinx
- 1999 - SQL Server 7.0 OLAP, codenaam Plato
- 2000 - SQL Server 2000 32-bit, codenaam Shiloh
- 2003 - SQL Server 2000 64-bit, codenaam Liberty
- 2005 - SQL Server 2005, codenaam Yukon
- 2008 - SQL Server 2008, codenaam Katmai
- 2010 - SQL Server 2008 R2, codenaam Kilimanjaro
- 2012 - SQL Server 2012, codenaam Denali
- 2014 - SQL Server 2014, codenaam SQL 14
- 2016 - SQL Server 2016, geen codenaam
- 2017 - SQL Server 2017, codenaam vNext
- 2019 - SQL Server 2019, geen codenaam
- 2022 - SQL Server 2022, geen codenaam

## Beschrijving
MS SQL Server gebruikt een dialect van SQL, T-SQL of Transact-SQL. Dit is een uitbreiding van SQL92, de ISO-standaard voor SQL die in 1992 is vastgelegd. De uitbreidingen in T-SQL bestaan voornamelijk uit extra mogelijkheden voor gebruik in opgeslagen procedures en beïnvloeden de manier waarop transacties worden beschreven. Zowel MS SQL Server als Sybase/ASE gebruiken het "Tabular Data Stream"-protocol (TDS) om op applicatieniveau te communiceren over netwerken. Het TDS-protocol is ook geïmplementeerd door het FreeTDS-project om meer applicaties in staat te stellen om met MS SQL Server en Sybase/ASE te communiceren. MS SQL Server ondersteunt ook Open Database Connectivity (ODBC).

## Versies
Van MS SQL Server zijn de volgende versies beschikbaar:
- Express: De gratis opvolger van MS SQL Desktop Engine (MSDE) versie die met een aantal producten meegeleverd werd.
- Express met advanced services: Zelfde als Express met toegevoegde functionaliteit.
- Workgroup
- Standard
- Enterprise
- Data Center
- Developer: Deze is functioneel hetzelfde als de Enterprise-versie, maar mag alleen voor ontwikkel- en testdoeleinden gebruikt worden. Deze versie is gratis beschikbaar voor studenten via Microsofts Dreamspark-programma.
- Web: Speciaal voor gebruik met websites. (En alleen beschikbaar vanuit het Microsoft SPLA programma)
- Compact Edition (SQL CE): Voor gebruik op mobiele telefoons en desktops.

De verschillen tussen de edities liggen naast de prijs op het gebied van de ondersteunde hardware, schaalbaarheid, functionaliteit en gereedschappen. Zo ondersteunt SQL Server Express niet meer dan één CPU en 1 GB aan geheugen en is de maximale grootte van een database 4 GB. (Tot aan versie 2008, vanaf versie 2008 R2 is de maximale grootte per database 10GB).